# Lalacelle
Lalacelle és un municipi francès situat al departament de l'Orne i a la regió de Normandia. L'any 2007 tenia 268 habitants.

## Demografia

### Població
El 2007 la població de fet de Lalacelle era de 268 persones. Hi havia 113 famílies de les quals 36 eren unipersonals (20 homes vivint sols i 16 dones vivint soles), 37 parelles sense fills, 28 parelles amb fills i 12 famílies monoparentals amb fills.
La població ha evolucionat segons el següent gràfic:
Habitants censats

### Habitatges
El 2007 hi havia 154 habitatges, 119 eren l'habitatge principal de la família, 23 eren segones residències i 12 estaven desocupats. 147 eren cases i 7 eren apartaments. Dels 119 habitatges principals, 99 estaven ocupats pels seus propietaris, 16 estaven llogats i ocupats pels llogaters i 3 estaven cedits a títol gratuït; 1 tenia una cambra, 20 en tenien dues, 21 en tenien tres, 29 en tenien quatre i 47 en tenien cinc o més. 85 habitatges disposaven pel capbaix d'una plaça de pàrquing. A 49 habitatges hi havia un automòbil i a 54 n'hi havia dos o més.

### Piràmide de població
La piràmide de població per edats i sexe el 2009 era:
| Homes | Edats   | Dones |
| ----- | ------- | ----- |
| 0     | 95 o +  | 0     |
| 0     | 90 a 94 | 0     |
| 4     | 85 a 89 | 0     |
| 0     | 80 a 84 | 4     |
| 4     | 75 a 79 | 8     |
| 16    | 70 a 74 | 8     |
| 16    | 65 a 69 | 8     |
| 8     | 60 a 64 | 20    |
| 12    | 55 a 59 | 8     |
| 0     | 50 a 54 | 0     |
| 12    | 45 a 49 | 0     |
| 16    | 40 a 44 | 20    |
| 4     | 35 a 39 | 0     |
| 8     | 30 a 34 | 4     |
| 4     | 25 a 29 | 4     |
| 12    | 20 a 24 | 4     |
| 12    | 15 a 19 | 4     |
| 0     | 10 a 14 | 4     |
| 8     | 5 a 9   | 8     |
| 0     | 0 a 4   | 0     |

## Economia
El 2007 la població en edat de treballar era de 150 persones, 112 eren actives i 38 eren inactives. De les 112 persones actives 104 estaven ocupades (57 homes i 47 dones) i 8 estaven aturades (3 homes i 5 dones). De les 38 persones inactives 15 estaven jubilades, 11 estaven estudiant i 12 estaven classificades com a «altres inactius».

### Ingressos
El 2009 a Lalacelle hi havia 115 unitats fiscals que integraven 284 persones, la mediana anual d'ingressos fiscals per persona era de 16.281 €.

### Activitats econòmiques
Dels 10 establiments que hi havia el 2007, 1 era d'una empresa alimentària, 1 d'una empresa de fabricació de material elèctric, 1 d'una empresa de fabricació d'altres productes industrials, 2 d'empreses de construcció, 1 d'una empresa de comerç i reparació d'automòbils, 3 d'empreses d'hostatgeria i restauració i 1 d'una empresa de serveis.
Dels 3 establiments de servei als particulars que hi havia el 2009, 1 era un guixaire pintor, 1 lampisteria i 1 restaurant.
L'únic establiment comercial que hi havia el 2009 era una perfumeria.
L'any 2000 a Lalacelle hi havia 28 explotacions agrícoles que ocupaven un total de 780 hectàrees.

## Poblacions més properes
El següent diagrama mostra les poblacions més properes.